# Totvolumen (Chromatographie)
Das Totvolumen (synonym Durchflussvolumen) bezeichnet in der Chromatographie das nicht an einer Trennung beteiligte Volumen.

## Eigenschaften
Eine Trennsäule enthält ein definiertes Volumen des Trennmediums (stationäre Phase, Säulenbett), in dem die chromatographische Trennung stattfindet. Das Totvolumen ist die Differenz aus dem Gesamtvolumen V0 und dem Volumen des Trennmediums. Es umfasst sowohl das Volumen vor und hinter der stationären Phase, als auch das Volumen zwischen den Partikeln der stationären Phase und in ihren Poren. Mit der Größe des Totvolumens wird die Trennung unschärfer, die Bandenbreite steigt und es entstehen nach hinten ausgedehnte Peaks (Tailing). Die Zeit t0, die ein Analyt zum Durchwandern der Säule benötigt, ohne Wechselwirkungen mit der stationären Phase einzugehen, wird als Totzeit oder Durchflusszeit bezeichnet und ist von der Flussrate v abhängig.
{\displaystyle t_{0}={\frac {V_{0}}{v}}}
In den meisten Chromatographievarianten eluieren nach dem Totvolumen die ersten und kleinsten Analyte, während bei der Größenausschlusschromatographie das Totvolumen mit sehr großen Molekülen bestimmt wird.